# Volker Weicker
Volker Weicker (* 1. Juli 1957 in Darmstadt) ist ein deutscher Regisseur, insbesondere für Live-Übertragungen von Sport- und Kulturereignissen.

## Leben und Werk
Weicker hat zunächst Architektur, dann Kommunikationsdesign, Fotografie und Film an der Hochschule Darmstadt studiert. Nach seinem Diplom arbeitete er zunächst für 3sat, danach in der Aufnahmeleitung des ZDF. Als freier Live-Regisseur war er unter anderem für die weltweite Übertragung des Fußball-WM-Finales von 2002 sowie alle Kanzlerduelle seit ihrer Entstehung 2002 verantwortlich. Das Hamburger Abendblatt beschrieb die Arbeit Weickers: „Er fängt Situationen ein, mit denen er den Bildrahmen zu sprengen scheint, ohne sich zu Tode zu schneiden.“
2002 erhielt er für seine Leistungen als Live-Regisseur, insbesondere für die Bildregie bei RTL aktuell am 11. September 2001, zusammen mit Peter Kloeppel den Adolf-Grimme-Preis Spezial. In der Begründung hieß es: „...am 11. September[...] setzt Weicker ein Ereignis und seinen Moderator ins Verhältnis – und er findet die passende Maßeinheit. Drama ohne Dramatisierung, Nähe ohne Voyeurismus, sehr sparsam sind die inszenatorischen Mittel eingesetzt. Fernsehen rund um den Terror, jenseits vom Terror-Fernsehen.“
Weicker ist seit 2001 Professor für Live Regie an der Kunsthochschule für Medien in Köln. Er lebt mit Frau und Sohn in Darmstadt.

## Weitere Preise
- 1997: Goldener Löwe für Weickers technische Regie des Champions-League-Finales
- 1999: (beteiligt) Deutscher Fernsehpreis: Beste Sportsendung für RTL-Formel 1
- 2000: (beteiligt) Deutscher Fernsehpreis: Kategorie „Beste Sportsendung“ für RTL Boxen extra – Stunde der Wahrheit: Axel Schulz vs. Wladimir Klitschko
- 2001: Goldener Gong (zusammen mit Manfred Loppe (Sportchef)) für die Berichterstattung von RTL über die Vierschanzentournee
- 2002: Bayerischer Fernsehpreis (zusammen mit Dieter Thoma) für Vierschanzentournee
- 2005: (beteiligt) DVD Champion Award: Kategorie Beste Musik-DVD für Till Brönner – A Night in Berlin
- 2014: Pfeifenraucher des Jahres

## Regiearbeiten (Auswahl)
- ARD: Bambi
- ZDF: Johannes B. Kerner, Laß dich überraschen, Wetten, dass..? (mit Markus Lanz)
- DSF/Sport1: Fußball, Basketball, Boxen
- 3sat: Berliner Theatertreffen (seit 1995), Grimme-Preis, Bayerischer Fernsehpreis, Deutscher Kleinkunstpreis
- Premiere/Sky: Oscar Nacht, Grammy Awards, UEFA Champions League
- RTL: Anpfiff, Formel 1, Skispringen, Boxen, Deutschland sucht den Superstar, Denn sie wissen nicht, was passiert
- RTL II: The Dome
- Sat.1: ran, Ranissimo, Die Harald Schmidt Show, Star Search
- ProSieben: Schlag den Raab, Schlag den Star
- KiKA: Dein Song Finale (2016)[6]

### Senderübergreifende Formate
- Kanzlerduelle: Schröder – Stoiber (2002); Schröder – Merkel (2005); Merkel – Steinmeier (2009); Merkel – Steinbrück (2013)
- Weltregie bei der Fußball-Weltmeisterschaft 2002, Japan und Südkorea
- Bildregie beim Eurovision Song Contest 2006, Athen